# آب‌مارهای سموری
آب‌مارهای سموری (نام علمی: Enhydris) نام یک سرده از تیره قمچه‌ماران است.